# Raunkiaers björnbär
Raunkiaers björnbär (Rubus raunkiaeri) är en rosväxtart som först beskrevs av K. Frid., och fick sitt nu gällande namn av Carl Emil Gustafsson. Enligt Catalogue of Life ingår Raunkiaers björnbär i släktet rubusar och familjen rosväxter, men enligt Dyntaxa är tillhörigheten istället släktet rubusar och familjen rosväxter. Arten har ej påträffats i Sverige. Inga underarter finns listade i Catalogue of Life.